# Feldahorn am Kirchröder Turm
Der Feldahorn am Kirchröder Turm in Hannovers Stadtteil Kirchrode wird als Naturdenkmal unter der Nummer ND-H 237 geführt. Nach seiner Art gehört der Baum zu den Feldahornen (Acer campestre).
Die Stadt Hannover hatte den Baum unter der Nummer ND-HS 29 unter Schutz gestellt. Die für die Aufgaben der unteren Naturschutzbehörde nunmehr zuständige Region Hannover ordnete die Naturdenkmale im Jahr 2010 neu und begründete die Unterschutzstellung dieses Baumes in einer Sammelverordnung mit dieser Beschreibung:
Es handelt sich um einen vom Grund an dreistämmigen Baum.
und nannte als Schutzzweck
Der Baum ist wegen seines Alters und seiner Größe selten.
Den Standort beschreibt die Verordnung:
Der Feldahorn steht am Südufer des Landwehrgrabens östlich der Tiergartenstraße, nördlich des Grundstücks Leunisweg 3 und südöstlich des Kirchröder Turms
und nennt als Flurdaten
Hannover-Kirchrode, Flur 4, Flurstück 432/3.